# Hydromechanische Gewinnung
Als Hydromechanische Gewinnung bezeichnet man im Bergbau ein Verfahren, bei dem die Mineralien, in der Regel Steinkohle, mittels Hochdruckwasserstrahl aus dem Gebirge herausgelöst werden. Das Verfahren wird in Flözen mit geneigter Lagerung genutzt. Bei diesem Verfahren werden die gewonnenen Mineralien hydraulisch abgefördert. Die Kombination aus hydromechanischer Gewinnung und hydraulischer Förderung bezeichnet man als Hydrobergbau. Ein Bergwerk, auf dem die Kohlen nach diesem Verfahren abgebaut werden, nennt man auch Hydrogrube.

## Geschichte
Bereits im Altertum versuchte man, Goldseifen und andere Mineralien mittels Wasserstrahl zu gewinnen. Die ersten Versuche, Steinkohle mittels Wasserstrahl zu gewinnen, wurden im Jahr 1935 im sowjetischen Bergbau durchgeführt. Im deutschen Steinkohlenbergbau wurden im Jahr 1957 auf der Zeche Consolidation Versuche zur hydromechanischen Gewinnung durchgeführt. Man wollte damit den Einsatz von Abbauhämmern in der halbsteilen und steilen Lagerung beenden und auch die Kosten reduzieren. Im Jahr 1962 wurde ein Großversuch zur hydromechanische Gewinnung auf der Zeche Carl Funke gestartet. Dieser Versuchsbetrieb lief über einen Zeitraum von fünf Jahren. Weitere Versuche fanden zwischen 1965 und 1968 auch auf der Zeche Robert Müser statt. Im Jahr 1968 war der Versuch auf der Zeche Carl Funke beendet und die hydromechanische Gewinnung wurde voll in Betrieb genommen. Ab Oktober des Jahres 1977 wurde auf der Zeche Hansa der Probebetrieb zur hydromechanischen Gewinnung aufgenommen und ab Ende November desselben Jahres begann auf der Zeche Hansa offiziell der Betrieb als Hydrogrube. Nach der Stilllegung der Hydrogrube Hansa wurde in Deutschland kein Hydrobergbau mehr durchgeführt. Im Bereich der ehemaligen Sowjetunion wird auch heute noch auf der Hydrogrube Jubilejnaja die hydromechanische Gewinnung durchgeführt.

## Das Gewinnungsverfahren
Um die Steinkohle hydromechanisch gewinnen zu können, wird ein Wasserstrahl, der einen Druck von 80 bis 100 Bar hat, benötigt. Mit diesem Druckwasserstrahl wird die Kohle dann aus dem Flöz herausgelöst. Besonders vorteilhaft ist das Gewinnungsverfahren beim Pfeilerbau, da der Pfeilerraum während der Gewinnung nicht betreten werden muss. Die Gewinnung verläuft hierbei in drei Phasen. Zunächst wird ein Pfeiler mit dem Wasserstrahl so in Verhieb genommen, dass eine 1,5 bis 2 Meter hohe und 3 bis 4 Meter breite Nische aus dem Flöz herausgelöst wird. Anschließend wird die so erzeugte Nische mit dem Wasserstrahl gegen den bereits zu Bruch gegangenen Pfeiler aufgeweitet. Allerdings wird in dieser Phase der Gewinnung die Kohle im Hangendbereich und gegen den benachbarten Pfeiler stehen gelassen. In der letzten Phase der Gewinnung werden die restlichen Pfeilerteile herausgelöst, bis das Hangende einbricht. Die Pfeilerstecke wird dort, wo es erforderlich ist, mittels Stützausbau gesichert. Bei der Gewinnung fallen durch den Wasserstrahl bis zu 2500 Liter Wasser in der Minute an. Das Wasser bildet mit der Kohle ein als Trübe bezeichnetes Gemisch. Die Trübe wird über spezielle Rinnen zu einer untertägigen Teilaufbereitung gefördert. Dort wird die Kohle teilweise aufbereitet, eingedickt und anschließend hydraulisch nach über Tage gefördert. Die Abbauverluste betragen bei diesem Verfahren zwischen 15 und 20 Prozent.

## Benötigte Ausrüstung
Zentrales Gerät bei dieser Form der Gewinnung ist der Wasserwerfer. Dieser sollte ein möglichst geringes Gewicht haben, einen Strahl mit ausreichenden Reichweite erzeugen können, und leicht zu bedienen sein. Um die bei der Gewinnung erzeugte Trübe abfördern zu können, müssen Mulden- oder Trapezrinnen so verlegt werden, dass die Trübe mittels Schwerkraft abgefördert werden kann. Die Rinnen müssen zwecks Aufnahme des Fördergutes oben offen sein. Damit das Fördergut mittels Schwerkraft gefördert werden kann, müssen die Rinnen oben offen sein. Es gibt auch die Möglichkeit, die Trübe über eine Rohrleitung zu fördern. Zusätzlich wird eine Anlage benötigt, in der die Kohle für die Förderung nach über Tage aufbereitet werden kann. Um größere Kohlebrocken zerkleinern zu können, ist ein Walzenbrecher erforderlich. Zur Eindickung der Trübe wird ein Sammelbecken benötigt. Damit der Wasserverbrauch nicht übermäßig hoch ausfällt, muss das Spülwasser wieder verwendet werden. Hierfür ist eine Wasseraufbereitung erforderlich. Der gesamte Prozess wird von einer zentralen Kontrollstelle aus gesteuert und überwacht.

## Anwendung, Vor- und Nachteile
Das Verfahren kann beim Teilsohlenbruchbau und beim Kammerbau angewendet werden. Ein weiteres Abbauverfahren, das für die hydromechanische Gewinnung geeignet ist, ist der Pfeilerbau. Die Vorteile dieses Verfahrens sind zunächst einmal der verbesserte Arbeitsschutz. Da bei dem Verfahren durch die Verwendung von Wasser kein Staub entsteht, wird die Gefahr von Silikose verhindert. Da der eigentliche Abbauraum nicht betreten werden muss, verringert sich auch die Gefahr von Arbeitsunfällen. Dies wird noch unterstützt durch das Fehlen von drehenden Maschinen. Da im Flözbereich keine elektrisch angetriebenen Maschinen vorhanden sind, wird auch die Zündgefahr stark verringert. Es muss nur ein geringer Teil der freigelegten Hangendfläche mit Ausbau versehen werden. Bei Mächtigkeitsschwankungen und geologischen Störungen ist das Verfahren besser zu handhaben als der Strebbau. Von Nachteil ist, dass das Verfahren nicht bei allen Lagerungen angewendet werden kann. So ist ein Generaleinfallen von mindestens 20 Gon erforderlich. Auch ist das Verfahren für Flöze mit wasserlöslichem Nebengestein ungeeignet. Auch setzt die Festigkeit der Kohle dem Verfahren Grenzen auf. Zähe und harte Kohle lässt sich nicht wirtschaftlich hydromechanisch gewinnen. Je nach angewandtem Abbauverfahren ist das Einbringen von Versatz nicht machbar.